# Hongo nematófago

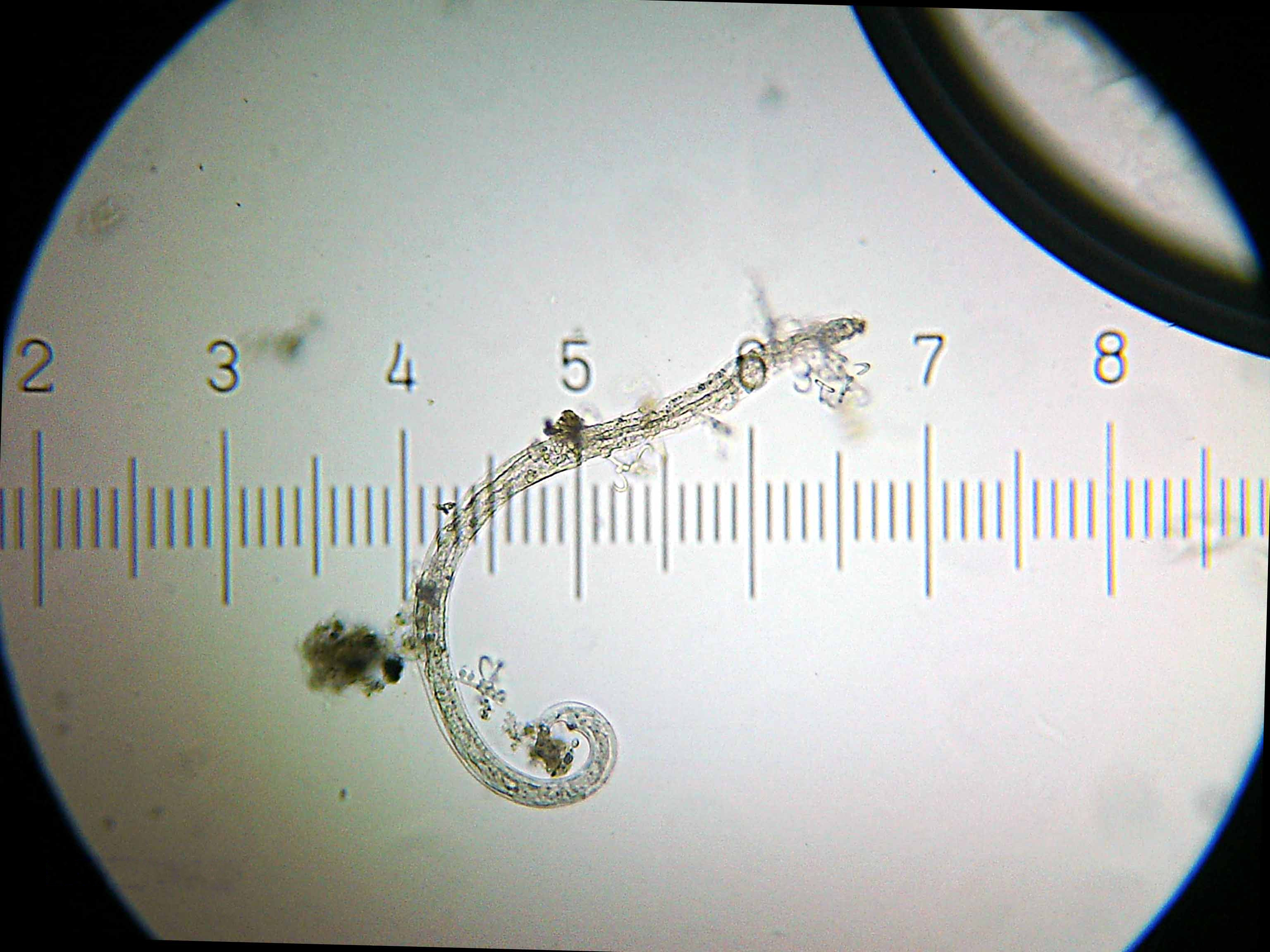
Un nematodo muerto con Harposporium anguillulae creciendo fuera de él. Garrapatas numeradas tienen 122 µm de distancia.

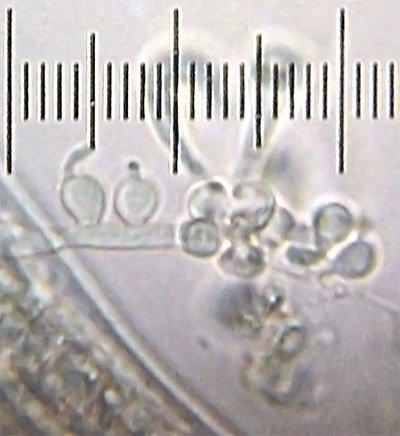
Una mirada cercana a algunos de los Harposporium anguillulae en la imagen anterior. Garrapatas numeradas miden 20 µm de distancia.

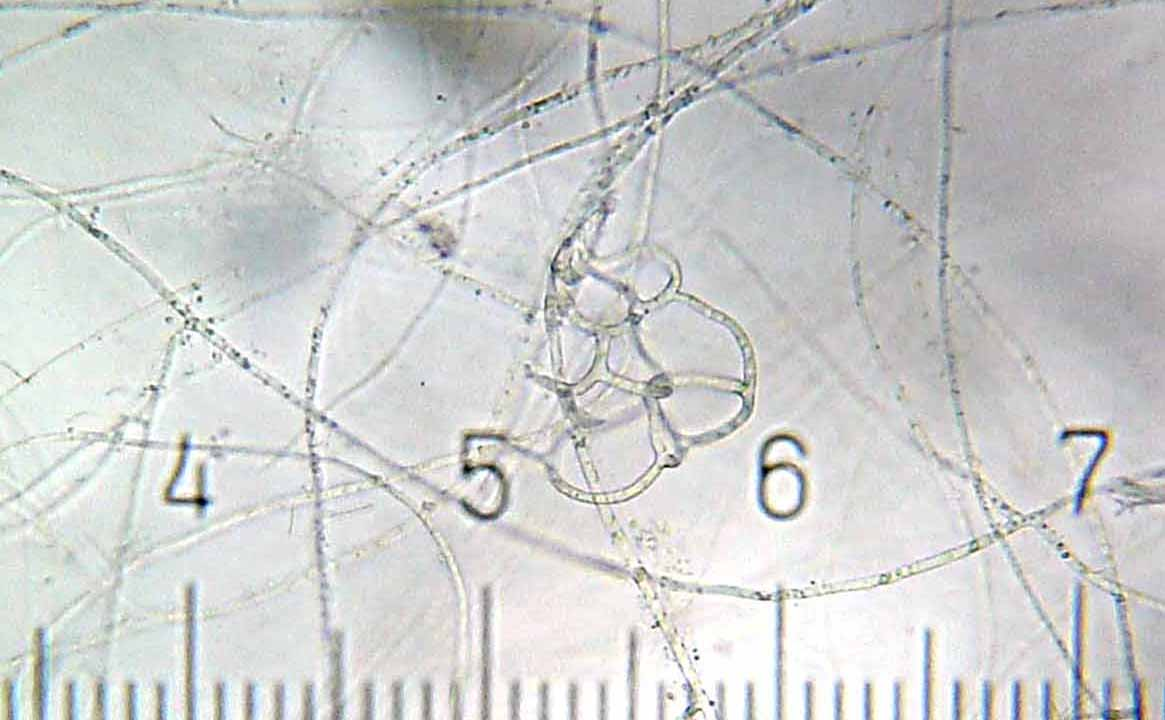
Un hongo del género Arthrobotrys, mostrando redes adhesivas que utiliza para atrapar a los nematodos. Garrapatas numeradas son 122 µm de distancia.

Los Hongos nematófagos son hongos carnívoros especializados en atrapar y digerir nematodos. Se conocen alrededor de 160 especies. Existen dos especies que viven dentro de los nematodos desde el principio y otros que los capturan principalmente con trampas pegajosas o en anillos, algunas de las cuales constriñen al contacto. Algunas especies poseen ambos tipos de trampas. Otra técnica es aturdir a los nematodos usando toxinas, que es un método empleado por Coprinus comatus, Stropharia rugosoannulata, y la familia Pleurotaceae.
Los hongos nematófagos puede ser útil en el control de los nematodos. Paecilomyces por ejemplo se puede utilizar como un bio-nematicida.